# Бартошевский, Владислав
Влади́слав Бартоше́вский (пол. Władysław Bartoszewski МФА: [vwaˈdɨswaf bartɔˈʂɛfskʲi]о файле; 19 февраля 1922, Варшава — 24 апреля 2015, там же) — польский историк, публицист, дипломат, государственный деятель, министр иностранных дел Польши (1995), лауреат звания Праведник мира института Яд ва-Шем (Израиль).

## Биография
Родился в семье банковского служащего. В 1939 году окончил среднюю школу в Варшаве. После нападения нацистской Германии на Польшу работал санитаром: сначала в службе гражданской обороны города, а затем в больнице. Был сотрудником польского Красного Креста.
В сентябре 1940 года 18-летний Владислав попал в облаву и был отправлен в концентрационный лагерь Освенцим, где провёл 199 дней. Освобождён в апреле 1941 года, благодаря усилиям польского Красного Креста. Был отпущен из лагеря тяжело больным.
Затем изучал польскую филологию на подпольном гуманитарном факультете Варшавского университета и работал в отделе информации Бюро информации и пропаганды Главного штаба Армии Крайовой. Был одним из создателей подпольной организации спасения евреев «Жегота». Принимал участие в Варшавском восстании 1944 года как радиопропагандист. Генерал Армии Крайовой Тадеуш (Бур) Комаровский представил его к званию подпоручика. Член антикоммунистической организации «Не», затем работал в Делегатуре вооруженных сил на родине.
В январе 1946 года начал работать в «Газете людовой», печатном органе Польской крестьянской партии (PSL), в феврале вступил в эту партию.
В ноябре 1946 года был арестован службой госбезопасности и находился в заключении до июля 1948 года, когда дело было прекращено. В декабре 1949 года снова был арестован и приговорен к 8 годам тюрьмы по ложному обвинению в шпионаже. В 1954 году был освобождён в связи с болезнью. В 1955 году его реабилитировали, и он начал работать как историк и публицист.
Входил в состав редакции трёх польских печатных изданий («Газета людова», «Столица» и «Тыгодник повшехны»).
В 1963—1981 годах нелегально сотрудничал с радиостанцией «Свободная Европа». C 1978 по 1981 год был профессором Общества научных курсов. В 1972—1983 годах был Генеральным секретарём Польского ПЕН-клуба. Сотрудничал с Польским независимым соглашением — оппозиционной организацией интеллектуальной элиты.
В 1980 году Бартошевский стал членом оппозиционного профсоюза «Солидарность». После введения военного положения в декабре 1981 года его снова арестовали (до апреля 1982 года).
В 1980-е годы работал приглашённым профессором в высших учебных заведениях Баварии.
В 1990—1995 годах — посол Польши в Австрии.
В 1995 и с 2000 по 2001 — министр иностранных дел Польши.
С 2001 года занимал должность председателя Совета охраны памяти борьбы и мученичества — государственной организации, занимающейся увековечиванием памяти об исторических событиях, олицетворяющих «борьбу и мученичество польского народа».
С 2007 года занимал должность государственного секретаря в аппарате Председателя Совета министров.
Умер 24 апреля 2015 года в Варшаве. Похоронен в Аллее заслуженных на Военном кладбище в Повонзках.
Автор около 40 книг и 1200 статей.

## Награды
- Командор ордена «За заслуги перед Итальянской Республикой» (27 декабря 2014 года, Италия)[17].
- Орден Двойного белого креста 2 класса (7 марта 2012 года, Словакия)[18].
- Рыцарь Военного и Госпитальерского Ордена Святого Лазаря Иерусалимского.
- Почётный гражданин Израиля.
- Памятный знак за личный вклад в развитие трансатлантических отношений Литвы и по случаю приглашения Литовской Республики в НАТО (12 февраля 2003 года, Литва)[19].